# Morgan City (Mississippi)
Pour les articles homonymes, voir Morgan City.
La ville de Morgan City est située dans le comté de Leflore, dans l’État du Mississippi, aux États-Unis. Sa population s’élevait à 255 habitants lors du recensement de 2010, estimée à 240 habitants en 2017.

## Source
- (en) Cet article est partiellement ou en totalité issu de l’article de Wikipédia en anglais intitulé « Morgan City, Mississippi » (voir la liste des auteurs).

1. ↑  (en) « Population and Housing Unit Estimates » (consulté le 24 mars 2018)
2. ↑  (en) « Census of Population and Housing », Census.gov (consulté le 4 juin 2015)